# VAT1
VAT1 (англ. Vesicle amine transport 1) – білок, який кодується однойменним геном, розташованим у людей на короткому плечі 17-ї хромосоми.  Довжина поліпептидного ланцюга білка становить 393 амінокислот, а молекулярна маса — 41 920.
| 10         |  | 20         |  | 30         |  | 40         |  | 50         |
| ---------- |  | ---------- |  | ---------- |  | ---------- |  | ---------- |
| MSDEREVAEA |  | ATGEDASSPP |  | PKTEAASDPQ |  | HPAASEGAAA |  | AAASPPLLRC |
| LVLTGFGGYD |  | KVKLQSRPAA |  | PPAPGPGQLT |  | LRLRACGLNF |  | ADLMARQGLY |
| DRLPPLPVTP |  | GMEGAGVVIA |  | VGEGVSDRKA |  | GDRVMVLNRS |  | GMWQEEVTVP |
| SVQTFLIPEA |  | MTFEEAAALL |  | VNYITAYMVL |  | FDFGNLQPGH |  | SVLVHMAAGG |
| VGMAAVQLCR |  | TVENVTVFGT |  | ASASKHEALK |  | ENGVTHPIDY |  | HTTDYVDEIK |
| KISPKGVDIV |  | MDPLGGSDTA |  | KGYNLLKPMG |  | KVVTYGMANL |  | LTGPKRNLMA |
| LARTWWNQFS |  | VTALQLLQAN |  | RAVCGFHLGY |  | LDGEVELVSG |  | VVARLLALYN |
| QGHIKPHIDS |  | VWPFEKVADA |  | MKQMQEKKNV |  | GKVLLVPGPE |  | KEN        |

A: Аланін

C: Цистеїн

D: Аспарагінова кислота

E: Глутамінова кислота

F: Фенілаланін

G: Гліцин

H: Гістидин

I: Ізолейцин

K: Лізин

L: Лейцин

M: Метіонін

N: Аспарагін

P: Пролін

Q: Глутамін

R: Аргінін

S: Серин

T: Треонін

V: Валін

W: Триптофан

Кодований геном білок за функцією належить до оксидоредуктаз. 
Локалізований у цитоплазмі, мембрані, мітохондрії, зовнішній мембрані мітохондрій.